# 富谷ジャンクション

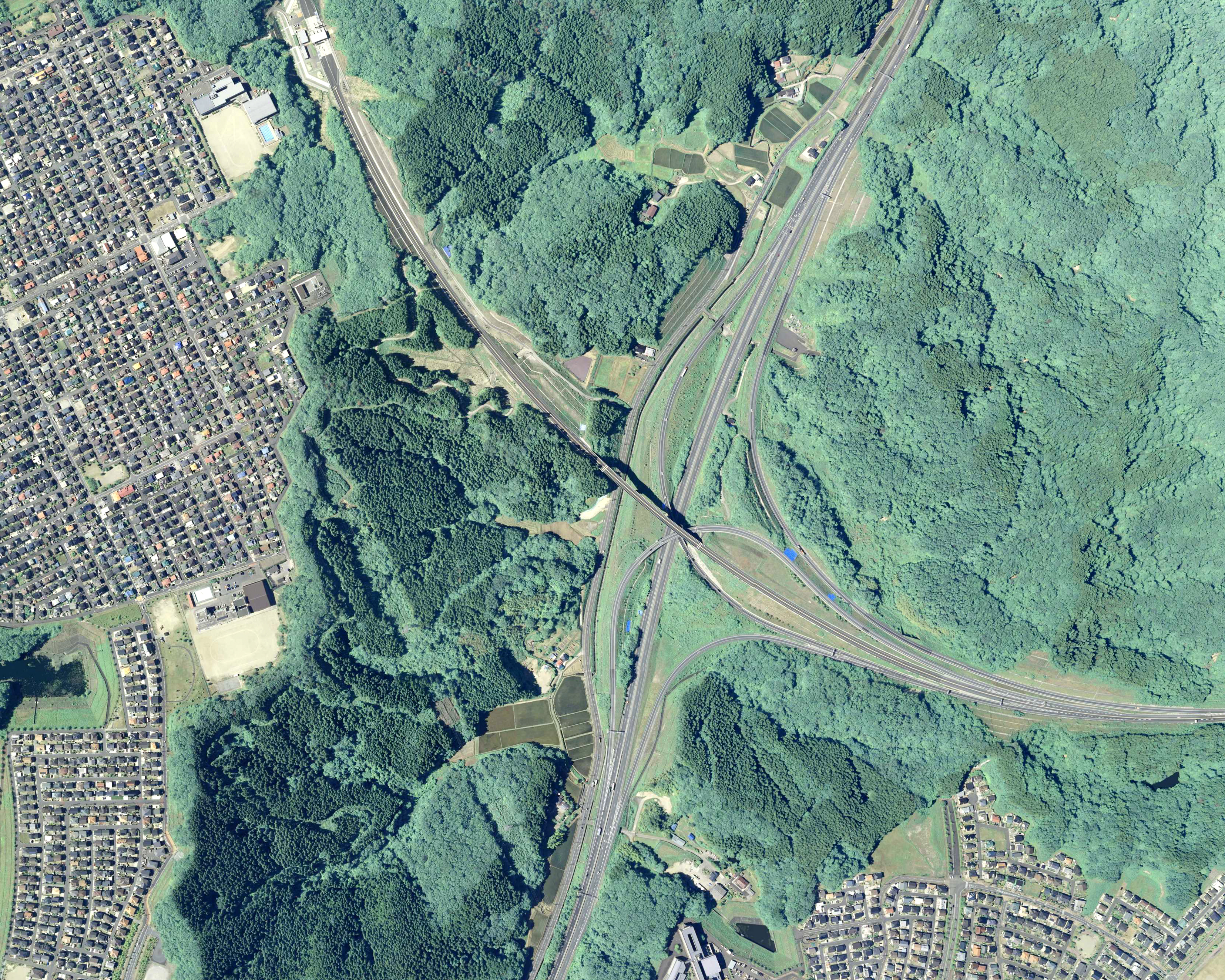
富谷ジャンクション周辺の空中写真。
。
（2016年6月10日撮影の2枚を合成作成。）

富谷ジャンクション（とみやジャンクション）は、宮城県富谷市穀田にある、東北自動車道と仙台北部道路を接続するジャンクション。
西側に設置された富谷IC方面から東北道には接続しておらず、仙台北部道路 - 三陸自動車道とのみ接続している。東北自動車道へは従来からの泉ICもしくは大和ICを利用する形となるが、2024年（令和6年）3月、NEXCO東日本は仙台北部道路に東北道と仙台北部道路富谷方面を接続するUターンランプを整備しフルジャンクション化する方針を固めた。事業費は約70億円と見込んでいる。
東北自動車道利用の場合
仙台北部道路との連絡が可能。富谷ICとの連絡は不可。
仙台北部道路（利府JCT方面から）利用の場合
東北自動車道・富谷ICとの連絡が可能。
仙台北部道路（富谷IC方面から）利用の場合
仙台北部道路との連絡が可能。東北道との連絡は不可。

## 建設の経緯
宮城県仙台市は、仙台駅周辺市街地を始めとして国道4号（仙台バイパス）・仙台西道路などの幹線道路に慢性的な渋滞が発生している。理由は、東北地方を縦貫する道路が主に東北自動車道と国道4号の2本しかなく、どちらも仙台市中心部を通過する経路となっているためである。そこで、仙台市中心部への車の流入を回避する目的で、仙台市中心部を取り囲むように仙台南部道路、仙台東部道路、仙台北部道路を連結させたことにより、有料の自動車専用道路の環状線「仙台都市圏環状自動車専用道路（ぐるっ都・仙台）」が生まれた。当JCTはこの環状線のうち、東北自動車道から仙台北部道路に分岐するジャンクションである。
2010年3月27日、仙台北部道路利府しらかし台IC - 富谷JCT (6.6 km) 間が開通した。 これにより、東北自動車道と三陸自動車道が接続され、すでに全線開通している仙台南部道路（東北自動車道 仙台南IC - 仙台東部道路 仙台若林JCT間）とあわせて、仙台市を取り囲む自動車専用道路の環状ネットワークが完成した。
この環状ネットワークの完成により、仙台市内はもとより東北地方内の物流の時間短縮・効率化が期待される。たとえば、東北地方内に進出しているトヨタ自動車関連産業の工場のうち、岩手県胆沢郡金ケ崎町の関東自動車工業と宮城県黒川郡大衡村のセントラル自動車の完成車などは、この富谷JCTで仙台北部道路を利用し仙台港で船積みされる。広域的には、内陸を走る東北自動車道と比べて冬季の積雪や路面凍結による通行止の心配の少ない常磐自動車道を経由した、首都圏方面への「太平洋沿岸バイパスルート」の起点となる重要なジャンクションとなっている。なお、仙台都市圏環状自動車専用道路内の通行については、内回り・外回りいずれを通行しても、最短距離となるルートでの課金がなされる。

## 沿革
- 2004年（平成16年）6月29日 - 工事着手
- 2010年（平成22年）3月27日 - 利府しらかし台IC - 富谷JCT間開通に伴い供用開始[2][3][4]。
- 2013年（平成25年）12月22日 : 富谷JCT - 富谷IC間開通[5]。

## 道路
- E4 東北自動車道（29-1番）
- E6 仙台北部道路（40番）

## 隣
E4 東北自動車道
(29) 泉IC - (29-1) 富谷JCT - 鶴巣PA - (30) 大和IC
E6 仙台北部道路
(39) 利府しらかし台IC - (40) 富谷JCT - (41) 富谷IC

## その他
当JCTは東京 - 富谷間の2つのルートの合分流ポイントとなるため、仙台北部道路利府方面 - 東北道盛岡方面相互間のランプウェイはカーブが緩やかに建設されている。しかし、1車線分の舗装しかされておらず、橋梁部の幅が1車線で建設されているため、車線増設のコストは仙台北部道路の利府JCTより高い。